# Šácholan vrbolistý

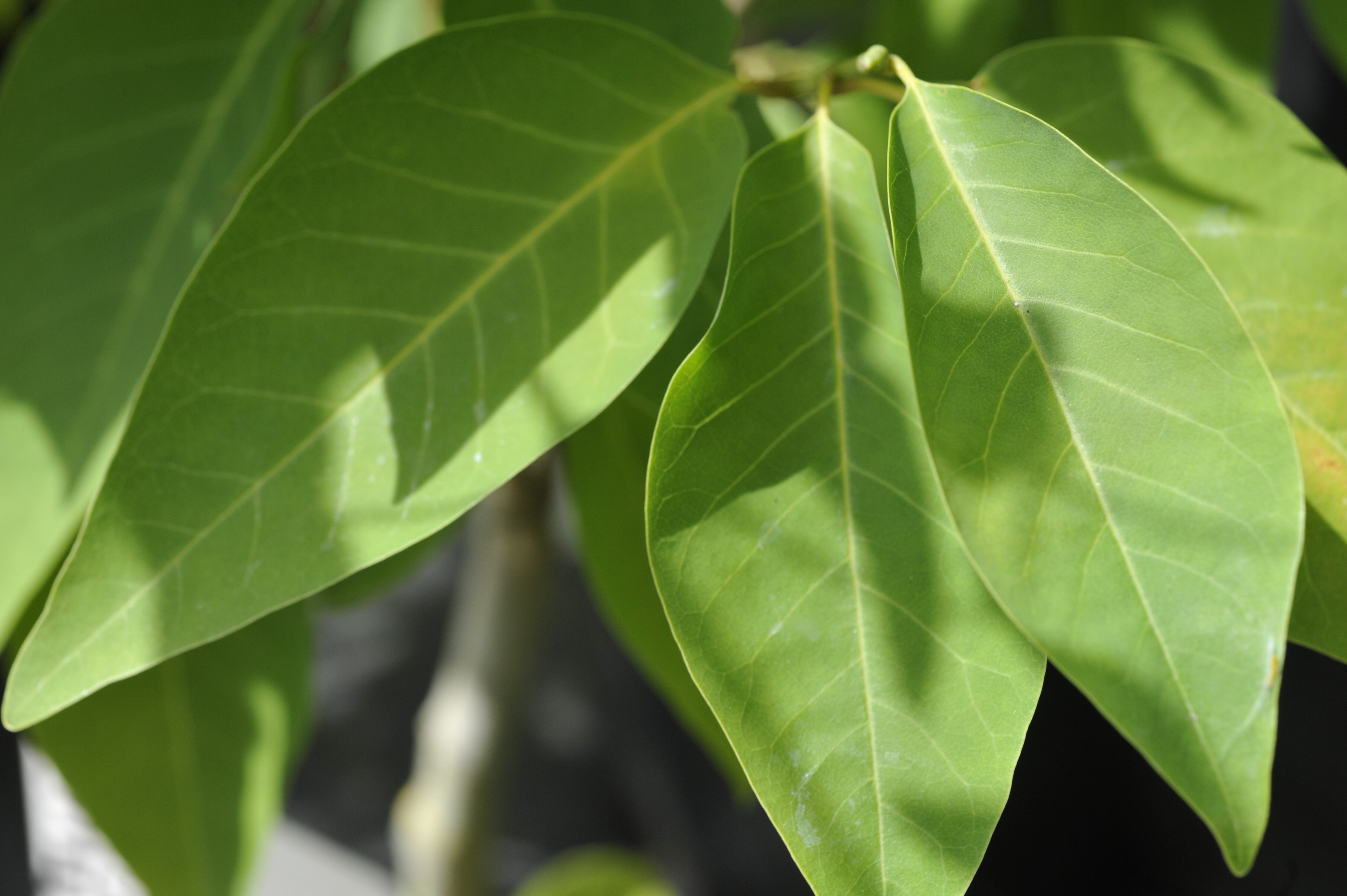
Listy šácholanu vrbolistého, kultivar 'Elsie Frye'

Šácholan vrbolistý (Magnolia salicifolia), známý též pod názvem magnólie vrbolistá, je opadavý strom z čeledi šácholanovitých. Pochází z Japonska a v Česku je zřídka pěstován jako okrasná dřevina. Kvete v dubnu a květnu, před olistěním.

## Popis
Šácholan vrbolistý je opadavý nevysoký strom dorůstající výšky až 15 metrů, někdy rostoucí jen jako velký keř. Letorosty jsou spíše tenké a jsou stejně jako pupeny lysé. Listy jsou široce kopinaté až vejčitě podlouhlé, tenké, 6 až 12 cm dlouhé a 2 až 5 cm široké, na vrcholu špičaté, na bázi klínovité. Listy jsou na líci lysé, na rubu nasivělé a bělavě chlupaté. Žilnatina je tvořena 10 až 12 páry žilek. Řapíky jsou lysé, 6 až 25 mm dlouhé. Květy jsou bílé, 7 až 10 cm široké. Okvětí je složeno z 6 až 12 bílých vnitřních okvětních plátků a ze 3 vnějších kopinatých 2 až 3 cm dlouhých plátků nahrazujících kalich a záhy opadavých. Kvete v dubnu a květnu, před olistěním. Souplodí zvané šách je válcovité, vzpřímené, růžové až tmavě červené, 5 až 7 cm dlouhé, s lysými měchýřky.

## Rozšíření
Šácholan vrbolistý je rozšířen v Japonsku na ostrovech Honšú, Kjúšú a Šikoku, kde roste jako součást bukových a dubových lesů ve středních horských polohách zejména v oblastech přivrácených k Japonskému moři.

## Taxonomie
Šácholan vrbolistý byl popsán v roce 1846 jako Buergeria salicifolia. Do rodu Magnolia byl přeřazen v roce 1872. V současné taxonomii rodu Magnolia je řazen do sekce Yulania a podsekce Yulania. Do této podsekce jsou z druhů pěstovaných v ČR řazeny také další časně kvetoucí druhy: šácholan liliokvětý, šácholan japonský, šácholan hvězdovitý a šácholan obnažený.

## Kříženci
I když bylo křížení s jinými druhy šácholanu zaznamenáno, žádný z nich není obecněji pěstován. Je znám kříženec se šácholanem hvězdovitým (Magnolia stellata), nazvaný Magnolia x proctoriana, a se šácholanem japonským (M. kobus), zvaný Magnolia x kewensis.

## Význam
Šácholan vrbolistý je v Česku poměrně zřídka pěstován jako okrasná rostlina. Je uváděn z Průhonického parku, z Pražské botanické zahrady v Tróji a z arboret Žampach a Kostelec nad Černými lesy. Do evropských zahrad byl přivezen až v roce 1906, přičemž v době introdukce ještě vůbec nebyly známy jeho květy.